# Batrachostomus cornutus
El podargo cornudo  o podargo de Sunda  (Batrachostomus cornutus) es una especie de ave, por lo general ubicada en la familia Podargidae del orden Caprimulgiformes. Sin embargo investigaciones recientes sugieren que el antiguo orden Podargiformes deben ser restablecido, en el que al igual que sus parientes más cercanos podría ser asignado en una familia propia denominada Batrachostomidae.

## Distribuación y hábitat
Se encuentra en Brunéi, Indonesia y Malasia, donde mora en las islas de Borneo y Sumatra. Su hábitat natural son los bosques tropicales o subtropicales húmedos de baja altitud, o los bosques de manglares tropicales, y bosques montanos húmedos subtropicales o tropicales.